# Roland Berger

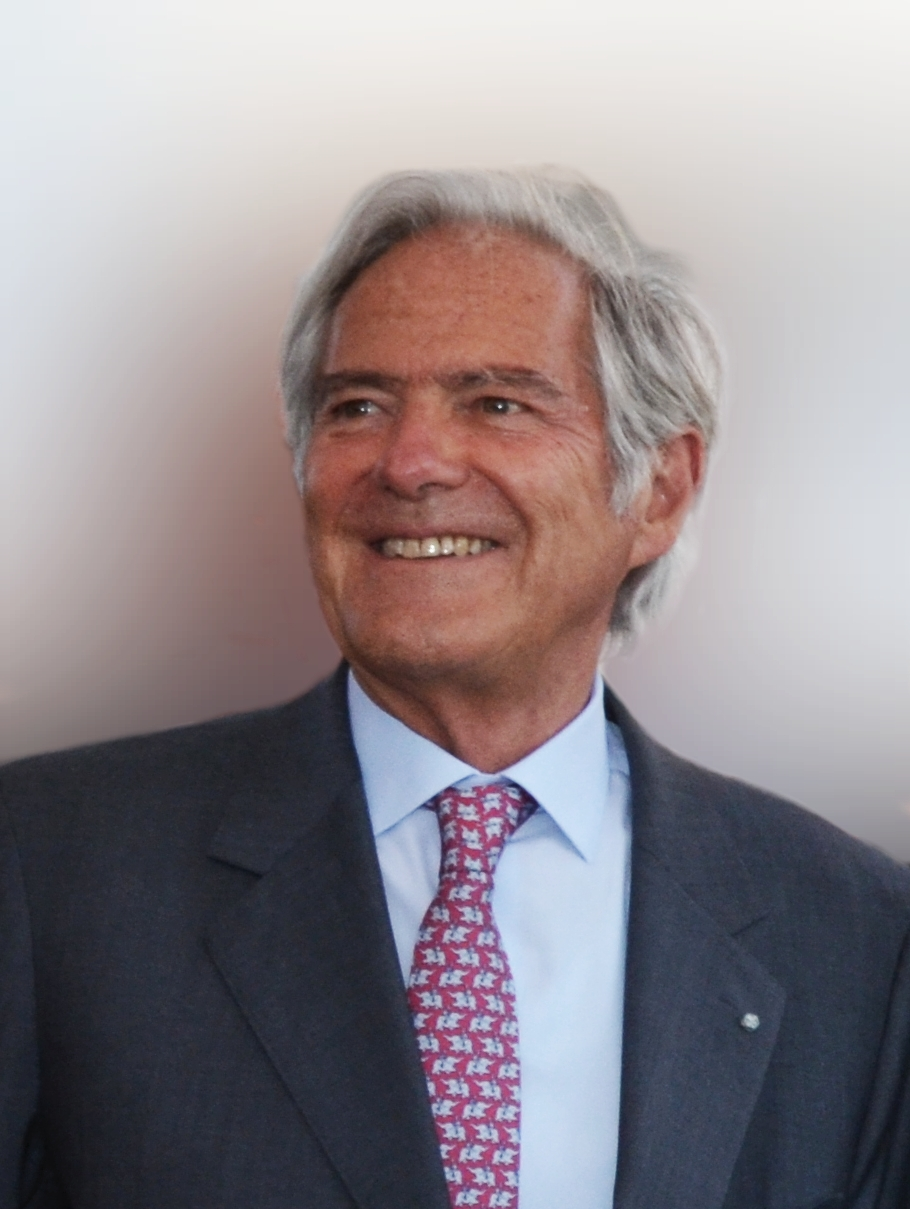
Roland Berger (2012)

Roland Berger (* 22. November 1937 in Berlin) ist ein deutscher Unternehmer, Unternehmens- und Politikberater, Investor, Stifter und Kunstsammler. Er ist Gründer der Unternehmensberatung Roland Berger und der Roland Berger Stiftung. Berger ist außerdem Honorarprofessor der BTU Cottbus-Senftenberg und Honorargeneralkonsul von Singapur in Bayern und Thüringen.

## Leben und beruflicher Werdegang
Roland Berger wurde 1937 in Berlin geboren. Nach der Eheschließung seiner Eltern Georg und Thilde Berger (geborene Altmann) im Jahr 1938 erhielt er den Familiennamen Berger. Sein Vater Georg Berger, Mitglied der NSDAP von 1931 bis zum Parteiausschluss im Sommer 1944, war von 1936 bis 1939 Finanzchef der Hitler-Jugend. Von Oktober 1940 bis Juli 1942 war er Generaldirektor der Wiener Ankerbrotfabrik, eines der damals größten Lebensmittelunternehmen im Großdeutschen Reich. Entgegen früheren Angaben von Roland Berger war sein Vater kein aktiver Gegner des NS-Regimes, wurde aber – offenbar aufgrund seiner versteckten Zusammenarbeit mit den jüdischen Eigentümern der von ihm geführten, „arisierten“ Wiener Fabrik – seit Mitte 1942 von der NS-Justiz und Gestapo verfolgt und von Juli bis September 1944 von der Gestapo in München inhaftiert. Seine Mutter, Thilde Berger, arbeitete von 1952 bis 1967 als Geschäftsführerin eines Münchner Möbelhandelsunternehmens.

Nach dem Grundschulbesuch in Wien und Egglkofen folgte der Gymnasiumsbesuch in Landshut, München und Nürnberg, wo er 1956 das Abitur am humanistischen Neuen Gymnasium Nürnberg ablegte. Er studierte in Hamburg und München Betriebswirtschaftslehre; neben dem Studium betrieb er eine Wäscherei mit zuletzt 15 Mitarbeitern sowie einen „Spirituosen-Discounter“ (Berger). In einem Interview im März 2021 resümierte er diese Zeit so:
„Die Uni fiel mir leicht. Ich hatte also Zeit fürs Unternehmertum. So entdeckte ich eine Marktlücke: Ende der 50er Jahre ging es einigen schon wieder so gut, dass sie in der Lage waren, ihre Wäsche außer Haus zu geben. Sie hatten aber noch nicht genügend Geld, sich eine Waschmaschine zu kaufen. Also habe ich eine Wäscherei in München aufgemacht. (...) Meine Mutter, damals Geschäftsführerin bei einem Münchner Möbelhändler, war so vertrauensvoll, für einen Kredit über 35000 D-Mark zu bürgen. Mit dem Geld habe ich Maschinen gekauft und die Wäscherei eingerichtet. Auch investierte ich eigene gesparte 5000 D-Mark. Wenn ich pleitegegangen wäre, wäre auch meine Familie pleite gewesen. Denn ich war noch nicht volljährig und die Wäscherei lief auf den Namen meiner Mutter.“

Zu seiner zweiten Unternehmung als Student sagte er im Interview mit der Augsburger Allgemeinen:
„Ich habe einen Spirituosen-Discounter gegründet. […] Das Nachfragepotenzial für internationale Luxusspirituosen wie Cognac, Whisky, Wodka und Champagner war riesig. Aber diese Getränke waren 70 bis 100 Prozent teurer als die schon hochpreisigen deutschen, die der Preisbindung unterlagen. Die große Geschäftschance bestand nun darin, Importgetränke in preislicher Nähe zu deutschen Spirituosen zu verkaufen. […] Die Nachfrage in den vier Monaten, in denen ich das Geschäft betrieben habe, war hoch. Da kamen Kunden aus Baden-Württemberg in einem 600er-Mercedes zu uns. Solche Kunden kauften kistenweise Whisky und Champagner.“
1962 schloss er sein Studium als Diplom-Kaufmann an der Ludwig-Maximilians-Universität München als Jahrgangsbester ab. Seine Wäscherei konnte er 1962 für 600.000 DM und den Spirituosenhandel für „einige hunderttausend DM“ verkaufen. „Ich war also früh D-Mark-Millionär“, sagte er rückblickend im März 2021 im Interview mit der Augsburger Allgemeinen.
Von 1962 bis 1967 arbeitete Berger als Berater bei dem italo-amerikanischen Beratungs-Joint-Venture Pietro Gennaro Associati in Mailand und wurde dort Partner. 1967 machte er sich als Unternehmensberater in München selbständig und gründete das Vorgängerunternehmen der heutigen Roland Berger Strategy Consultants.
1974 gründete Roland Berger die TAm Akademie in München und somit die älteste Trainer Akademie Deutschlands.
Seit 1996 hat Berger einen Lehrauftrag als Gastprofessor an der TU München und seit 2000 ist er Honorarprofessor für Betriebswirtschaft und Unternehmensberatung an der Brandenburgischen Technischen Universität Cottbus.

Zu seinem 70. Geburtstag im Jahr 2007 bezeichnete ihn das Handelsblatt als „Berater der Nation“. Sein Name sei „Synonym […] für Strategieberatung hierzulande“, er sei der „Vater aller Berater“. Weiter schreibt Christoph Hardt in der Wirtschaftszeitung:
„Er ist es, der die Deutschland AG bis in die geheimsten Herzkammern untersucht hat, er hat aus diesem Wissen und seinem fast unglaublichen Geschick, Kontakte zu knüpfen und sie zu erhalten, viel Kapital geschlagen. […] Die Kunst, sein alles andere als kleines Ego im entscheidenden Moment zurückzunehmen, um die Entscheidung dem Kunden zu überlassen, er hat sie perfektioniert.“

Das Manager Magazin schrieb 2008 über ihn:
„Er hat das Consulting in Deutschland hoffähig gemacht und gilt als Synonym für die ganze Zunft. Er hat zig Aufs und Abs der Ökonomie erlebt und bereitwillig kommentiert: Wirtschaftswunder und Wiedervereinigung, Internetblase und 9/11-Crash - und nun die wahrscheinlich schärfste Rezession seit Langem. Er hat als Politikhelfer für Kohl, Schröder, Merkel einen gut Teil deutscher Nachkriegsgeschichte mitgeschrieben, auf diesem langen Weg unter anderem die Cebit erfunden, die Treuhandanstalt konstruiert und etliche Vorstandsvorsitzende auf ihre Posten empfohlen.“

Die Süddeutsche Zeitung notierte 2018:
„Bergers Netzwerk ist legendär, mehr als 4000 Namen stehen in seinem Adressbuch.“

Heute ist Berger neben seinen beruflichen Mandaten und Ehrenämtern als Senior Advisor in den USA, in China, in Italien und in Deutschland aktiv. Er ist als Vortragsredner tätig und kümmert sich als Kuratoriumsvorsitzender um seine Roland Berger Stiftung. Als Investor hält Berger privat und unter seinen Firmen Roland Berger Industries GmbH und Roland Berger Family Office GmbH Beteiligungen an über 30 Unternehmen, darunter Fresenius SE, einigen marktführenden mittelständischen Unternehmen sowie Start-ups aus den Bereichen Medizin und Medizintechnik, Finanzdienstleistungen, Konsumgüter, Einzelhandel und Reisen, High-Tech, Internet und künstliche Intelligenz in Europa, den USA und China. Seine Investment-Philosophie beschrieb Berger 2017 im Interview mit dem Manager Magazin so:
„Meine Beratungsfirma war immer sehr profitabel, sodass ich Geld für andere Investments hatte. Meine Philosophie ist relativ simpel: Ich investiere opportunistisch. Ich muss überzeugt sein vom Produkt oder der Dienstleistung, der Technologie, dem Markt und von den Menschen. Und ich muss gleichzeitig in der Lage sein, mein Know-how, mein Netzwerk und meinen Namen zu kapitalisieren. Dann ist mein Finanzinvestment gering im Vergleich zum Gesamtnutzen und zu anderen Investoren.“
2019 beauftragte er den Historiker Michael Wolffsohn mit der Aufarbeitung der Vergangenheit seines Vaters Georg Berger. Die Ergebnisse wurden am 31. Mai 2020 veröffentlicht.

## Unternehmen und Stiftungen

### Roland Berger Strategy Consultants
Ein erster großer Erfolg nach Gründung der Unternehmensberatung war für ihn 1968 die Empfehlung, aufgrund seiner Prognose einer außerordentlichen Zunahme der Charterflüge aus den Firmen Touropa, Scharnow, Hummel und Dr. Tigges das Reiseunternehmen TUI, den heute größten Reiseveranstalter der Welt, zu gründen. Das Handelsblatt schildert Bergers „Meisterstück“ so:
„Berger (…) ist mit Tui berühmt geworden. Kaum selbstständig, entwickelt er für das Touristikunternehmen Touropa eine neue Marketingstrategie. Touropa ist ein kleiner Auftrag, aber er wird zum Meisterstück. Berger plädiert für die große Lösung, schlägt vor, Touropa, Scharnow, Hummel und Dr. Tigges zu fusionieren und daraus Tui zu machen. Zum ganz großen Erfolg braucht es jetzt nur noch den Ehrgeiz, die legendäre Zähigkeit.“
Während des Auf- und Ausbaus von Roland Berger Strategy Consultants beriet Roland Berger mit Partnern und Beratern nationale und internationale Großunternehmen aller Branchen. Darunter waren, nach einem ersten Auftrag der Deutschen Bank im Jahr 1971, alle DAX-30-Unternehmen und global marktführende mittelständische und Familienunternehmen, aber auch die öffentliche Hand in Deutschland und international.
Mit der Eröffnung einer Mailänder Niederlassung 1969 setzte Roland Berger auch auf eine Internationalisierung seiner Beratungstätigkeiten; mittlerweile ist das Unternehmen mit 50 Büros in 36 Ländern weltweit aktiv. Zunehmend gewann er auch Ministerien, Behörden und andere staatliche Institutionen als Kunden. Heute ist Roland Berger Strategy Consultants die führende Strategieberatung europäischen Ursprungs.
Die Deutsche Bank erwarb 1988 für knapp 100 Millionen Mark 75,1 Prozent der Anteile bei „Roland Berger & Partner GmbH International Management Consultants“. 1997 erhöhte die Bank ihren Anteil auf 95 Prozent. Dem Beirat gehörten zu dieser Zeit Alfred Herrhausen (nach dessen Ermordung 1989 Hilmar Kopper), Klaus Liesen und Roland Berger selbst an. 1998 kaufte Berger sich mit seinen Partnern die Firma wieder zurück.
Von 2003 bis 2010 wurde die Gesellschaft Roland Berger Strategy Consultants von Burkhard Schwenker geleitet, von 2010 bis 2014 von Martin C. Wittig, dem vorherigen Finanzvorstand. Von 2014 bis 2019 übernahm der Franzose Charles-Édouard Bouée den Vorstandsvorsitz. Roland Berger selbst war von 2003 bis 2010 Vorsitzender des Aufsichtsrats des Unternehmens. 2010 übernahm Burkhard Schwenker dieses Amt, und Berger wurde zum Ehrenvorsitzenden des Aufsichtsrats gewählt.

### Humaine Kliniken
Parallel zum Ausbau seiner Strategieberatung baute Roland Berger mit Partnern zwei signifikante Unternehmen auf, nämlich 1984 die Humaine Kliniken, eine private Krankenhauskette, die durch Privatisierung öffentlicher Krankenhäuser entstand. Diese verkaufte er 2006 an die Fresenius SE gegen Aktien dieser Gesellschaft. 2008 wurde er Aufsichtsrat und Vorsitzender des Prüfungsausschusses dieses DAX-Unternehmens.

### Payback
Gemeinsam mit seinem Beratungspartner Alexander Rittweger, mit der Deutschen Lufthansa und der Metro AG als Gesellschafter formte er Payback. 2011 wurde das Unternehmen für einen hohen neunstelligen Eurobetrag an American Express verkauft.

Im Jahr 2017 bewertete Berger diese beiden Investments rückblickend in einem Interview mit dem Manager Magazin:
„Frage: Was war Ihr bester Deal? Antwort: Der Verkauf einer Klinikkette an Fresenius 2006. Dafür habe ich Aktien bekommen, wurde in den Aufsichtsrat berufen und zum Vorsitzenden des Prüfungsausschusses gewählt. Der Fresenius-Kurs hat sich seitdem versechsfacht. Auch den Verkauf der Payback-Kartenfirma Loyalty an Amexco für einen hohen dreistelligen Millionenbetrag kann man als gutes Geschäft bezeichnen.“

### Roland Berger Stiftung
2008 gründete Berger die Roland Berger Stiftung mit Hauptsitz in München. Die Stiftung wurde mit einem Stiftungskapital von zunächst 50 Millionen Euro aus dem Privatvermögen des Stifters ausgestattet und verfolgt zwei Zwecke:
- Mit dem Roland Berger Preis für Menschenwürde zeichnet die Stiftung Personen und Organisationen weltweit aus, die sich auf besondere Weise und erfolgreich um den Schutz der Menschenrechte und Menschenwürde verdient gemacht haben.
- Mit dem Deutschen Schülerstipendium fördert die Roland Berger Stiftung bundesweit begabte, lernwillige und engagierte Kinder und Jugendliche aus sozial benachteiligten und bildungsfernen Familien. Jeder Stipendiat erhält einen individuellen Förderplan, der zehn Lernbereiche abdeckt und jährlich an die Stärken und Schwächen des Stipendiaten angepasst wird. Zusätzlich wird er oder sie von einem ehrenamtlichen Mentor auf seinem Weg zum Abitur und in die Gesellschaft begleitet. Derzeit werden deutschlandweit mehr als 700 Schülerinnen und Schüler gefördert – auch mit Hilfe von über 400 ehrenamtlichen Mentorinnen und Mentoren.[22]

Der damalige bayerische Ministerpräsident Günther Beckstein überreichte Roland Berger die Stiftungsurkunde. Der damalige Bundespräsident Horst Köhler übernahm die Schirmherrschaft über den mit einer Million Euro dotierten Menschenwürde-Preis. Das Kuratorium unter dem Vorsitz Roland Bergers besteht aus elf Personen, darunter sein Stellvertreter Jürgen Hambrecht, Ex-UNO Botschafter Harald Braun, Ex-TUM-Präsident Wolfgang A. Herrmann, der Verleger Dirk Ippen, Staatssekretärin a. D. Cornelia Quennet-Thielen, Wolfgang Reitzle, Georg von Werz, Robert K. Weizsäcker, der Intendant des Bayerischen Rundfunks, Ulrich Wilhelm, sowie Karin Berger. In seiner Rede erklärte Roland Berger zum Stiftungszweck:
„Wie kommt man als Stifter auf derartige Stiftungszwecke? Es sind persönliche Erlebnisse: Geboren im nationalsozialistischen Deutschland musste ich bereits als kleines Kind den menschenverachtenden Terror der Gestapo miterleben. Unser Zuhause wurde regelmäßig unangekündigt von Schergen dieses Unrechtsstaates durchsucht. 1944 schließlich wurde mein Vater von den Nazis inhaftiert. Diese Jahre waren der dunkelste Abschnitt deutscher Geschichte. Die Würde des Menschen galt nichts. Vielen wurde sie genommen. (…) Fakt ist allerdings, dass Würde und Rechte des Menschen auch heute noch in vielen Teilen der Welt missachtet werden. Schauen wir nur nach Somalia, in den Tschad oder den Sudan. Zwei Weltkriege und der Holocaust in der ersten Hälfte des letzten Jahrhunderts verpflichten uns Deutsche meiner Meinung nach besonders, uns für diese Werte einzusetzen. (…) Auch der Stiftungszweck Bildungsförderung gründet auf persönlichen Erfahrungen. Letztlich konnte ich nur deswegen im Leben etwas erreichen, weil ich Zugang zu erstklassiger Bildung hatte. Sie ermöglichte es mir, meine Fähigkeiten zu entwickeln und dadurch, so hoffe ich jedenfalls, persönlich und beruflich zum Fortschritt der Gesellschaft beizutragen. Daher habe ich mich entschieden, mit meiner Stiftung Bildung zu fördern, vor allem die Ausbildung junger Menschen aus bildungsfernen Schichten.“

In einem Interview mit der Süddeutschen Zeitung vom 9. September 2018 sagte Roland Berger, dass er neben dem eigenen Kapital auch Spenden von Dritten für seine Stiftung einwerbe:
„...ich gehe auch auf meine Bekannten, andere Stiftungen und Unternehmen zu und bitte, dass sie etwas mitfinanzieren. Ich bin ein erfolgreicher Fundraiser, fast die Hälfte der Projektbudgets der Stiftung stammt aus Spenden.“

In dem gleichen Interview kündigte er an, das Stiftungskapital durch eigene Beiträge weiter zu erhöhen: 
„Testamentarisch habe ich (...) vorgesehen, das Stiftungskapital noch kräftig zu erhöhen. Am Ende werden es zwischen 100 und 150 Millionen Euro sein.“

### Karin & Roland Berger Art Collection
Seit den frühen Jahren der Beratung treiben Karin und Roland Berger den Aufbau einer Kunstsammlung – The Karin & Roland Berger Art Collection – voran. Das Ehepaar Berger sorgt, fest vernetzt mit Museen, Galerien und Künstlern, für die kontinuierliche Erweiterung. Die Sammlung umfasst mittlerweile rund 1000 Werke. Sie setzt sich mit den zeitgenössischen geistigen, kulturellen, menschlichen und ästhetischen Strömungen auseinander.

## Beratung der deutschen und internationalen Politik
Roland Berger beriet honorarfrei führende deutsche Politiker von Helmut Kohl über Gerhard Schröder (Agenda 2010) bis zu Angela Merkel sowie die Ministerpräsidenten Edmund Stoiber (Bayern), Erwin Teufel (Baden-Württemberg) und Wolfgang Clement (Nordrhein-Westfalen). Außerdem beriet Roland Berger Politiker in Europa und Südamerika, darunter die Präsidenten der EU-Kommission José Manuel Barroso und Jean-Claude Juncker.

Er galt als enger Berater Gerhard Schröders, schon zu dessen Zeit als Ministerpräsident von Niedersachsen, vor allem aber während seiner Kanzlerschaft. 1998 lehnte Berger das Angebot von Gerhard Schröder ab, Bundeswirtschaftsminister zu werden, weil er unabhängig bleiben wollte. Zur gleichen Zeit beriet er auch den bayerischen Ministerpräsidenten und späteren Kanzlerkandidaten der Union Edmund Stoiber: 
„Ich sage beiden das Gleiche zum gleichen Problem. Und ich betreibe keine Wahlkampfberatung. Ich berate weder Herrn Stoiber, wie er Kanzler werden, noch Herrn Schröder, wie er’s bleiben kann.“

In einem Interview mit der Augsburger Allgemeinen vom 1. März 2021 sagte Berger rückblickend zu seiner Politikberatung:
„Natürlich sind Politiker wie Gerhard Schröder und Edmund Stoiber, die ihr Land gestalten wollen, leichter zu beraten. Sie sind Macher und entscheiden: Das machen wir so. Oder: Das geht gar nicht. Oder: Ich versuche, dafür eine Mehrheit zu organisieren. Ein Beispiel: Unter Schröder war ich Mitglied der Rürup-Kommission. Diese hatte damals die Idee, die Zahnheilkunde aus der gesetzlichen Krankenversicherung herauszunehmen, weil Zahnprobleme oft auf mangelnde Pflege zurückgehen. (...) Schröder sagte zu mir: 'Roland, das kann ich nicht machen. Ich habe meinen Wählern auf dem Marktplatz in Hildesheim versprochen, dass, solange ich Bundeskanzler bin, keiner um seine Zähne Angst haben muss.' Das sind klare Antworten. Das Thema war vom Tisch.“.
Im Jahr 2009 engagierte sich Roland Berger als unbezahlter Unterhändler für das Bundeswirtschaftsministerium, um private Investoren für die Rettung der angeschlagenen Adam Opel GmbH zu finden. Dieses Engagement stieß auf Kritik, da Berger seit Mai 2006 Mitglied des fünfzehnköpfigen Führungsgremiums Board of Directors (Aufsichtsrat) des italienischen Autokonzerns Fiat ist. Er bestritt einen Interessenkonflikt oder eine Parteilichkeit zugunsten von Fiat mit dem Hinweis, keine Bezahlung von einer der beteiligten Parteien erhalten zu haben und auch offen für eine Zusammenarbeit von Opel mit dem österreichischen Automobilzulieferer Magna gewesen zu sein.

## Kritik an der Corona-Politik der Bundesregierung
In einem Interview mit der Augsburger Allgemeinen vom 1. März 2021 äußerte Berger Kritik an der Corona-Politik der Bundesregierung und einiger Landesregierungen:
„Ich glaube, dass die Politik sich im vergangenen Frühjahr (2020) beim ersten harten Lockdown, wenn man Schulnoten vergibt, eine Zwei plus verdient hat. (...) Was die Teil-Lockdowns im Oktober und November (2020) und den aktuellen Dreiviertel-Lockdown (Frühjahr 2021) betrifft, würde ich eher die Note Vier vergeben. Es wäre vermutlich besser gewesen, das Land für sechs Wochen im Dezember und Januar komplett dichtzumachen, wie es auch Wissenschaftler rund um Ifo-Chef Clemens Fuest gesagt haben. Der dadurch entstandene wirtschaftliche Schaden hätte sich wohl schnell wieder aufholen lassen. Gesunde, voll leistungsfähige Menschen hätten produzieren und wieder konsumieren können und die Wirtschaft wäre so wieder gewachsen. Nun haben wir einen Schrecken ohne Ende. Schon im Sommer hätte man sich der Alten- und Pflegeheime und anderer Hochrisikogruppen annehmen müssen. Ich verstehe nicht, warum einige Ministerpräsidenten Bundeskanzlerin Angela Merkel seinerzeit bei ihren strikteren Corona-Plänen ausgebremst haben.“

Im gleichen Interview zeigte sich Berger überzeugt, dass Deutschland gestärkt aus der Corona-Krise hervorgehen werde, wie dies bereits bei der Finanzmarktkrise 2009 der Fall gewesen sei: 
„Wir werden auch aus der Corona-Krise gestärkt hervorgehen. Das setzt aber voraus, dass wir in einer vernünftigen Zusammenarbeit zwischen Staat, Wissenschaft und Wirtschaft die Jahrhundertthemen des Technologiewandels angehen. Wir müssen also eine sozialökologische Hightech-Marktwirtschaft werden, die Digitalisierung ausbauen und den Klimawandel stoppen.“

## Rolle des Vaters Georg Berger im Dritten Reich
Nach einem Bericht des Handelsblatts über die Rolle des Vaters Georg Berger im „Dritten Reich“ (erschienen am 18. Oktober 2019) beauftragte Roland Berger den Historiker Michael Wolffsohn mit der Aufarbeitung der Vergangenheit seines Vaters. Wolffsohn kam in seinem Gutachten zu dem Schluss, Georg Berger sei bis 1942 ein Profiteur des NS-Regimes gewesen. Danach sei er aber von der deutschen Justiz und Gestapo verfolgt und 1944 sogar von der Gestapo in München inhaftiert worden. Der Handelsblatt-Artikel enthalte „14 zum Teil krasse Fehler, schwere methodische Mängel sowie eine zu schmale Quellenbasis“, schrieb Wolffsohn. Wolffsohn fand Quellen, nach denen Georg Berger vom 26. Juli bis 21. September 1944 in München in Gestapohaft saß, weil er höchstwahrscheinlich Opfer einer Intrige des NS-Machtapparats geworden sei. Insofern bestätigte der Aktenfund von Wolffsohn die Erinnerungen des damals sieben Jahre alten Roland Berger, sein Vater sei von der Gestapo drangsaliert und eingesperrt worden.
Nach Erscheinen des Handelsblatt-Artikels über die Rolle des Vaters in der Zeit des Nationalsozialismus wurde die Vergabe des Menschenwürdepreises 2019 auf Januar 2020 verschoben.

## Mitgliedschaften und Funktionen
- Vorsitzender des Kuratoriums der Roland Berger Stiftung, München
- Vorsitzender des Kuratoriums der Stiftung Neues Konzerthaus, München
- Vorsitzender des Kuratoriums der Desertec Stiftung, Hamburg
- Mitglied des Hochschulrats der Technischen Universität München
- Mitglied des Hochschulrats der Ludwig-Maximilians-Universität München
- Mitglied des Rats der Hochschule für Musik und Theater München in München
- Mitglied des Kuratoriums der Zeppelin Universität in Friedrichshafen
- Mitglied des Kuratoriums der Alfred Herrhausen Gesellschaft
- Mitglied des Kuratoriums des Deutsch-Russischen Forums
- Mitglied des Präsidiums der Deutschen Gesellschaft für Auswärtige Politik, Berlin
- Mitglied des Boards und danach des Advisory Council der Business School Insead in Fontainebleau, Frankreich
- Mitglied des Kuratoriums des ifo Instituts – Leibniz-Institut für Wirtschaftsforschung an der Universität München
- Mitglied des Verwaltungsrats des Wittelsbacher Ausgleichsfonds
- Mitglied der High-Level-Group der Europäischen Union in Brüssel zum Abbau der Bürokratie in der EU
- Mitglied in über 20 Regierungskommissionen unter den Bundeskanzlern Helmut Kohl und Gerhard Schröder, z. B. Kommission für Nachhaltigkeit in der Finanzierung der sozialen Sicherungssysteme (Rürup-Kommission), Kommission Fortentwicklung der Rentenversicherung, Sachverständigenrat Schlanker Staat etc.
- Mitglied als Chairman Germany im International Advisory Board der Blackstone Group
- Seit 2015 Honorgeneralkonsul von Singapur in Bundesländern Bayern und Thüringen;[38] zuvor war Berger Honorargeneralkonsul der Republik Finnland in den Bundesländern Bayern und Thüringen.
- Mitglied des Aufsichtsrats und Vorsitzender des Prüfungsausschusses von Fresenius (ab 2008)
- Verwaltungsrat des FC Bayern München (bis Dezember 2009)[39]
- Er ist außerdem ehrenamtliches Jurymitglied bei „Innovationsfähigkeit Top 100“, einer Auszeichnung für die innovativsten Unternehmen im deutschen Mittelstand. Er entscheidet mit, welches Unternehmen „Innovator des Jahres“ wird.[40]
- Mitglied des Beirats der Heraeus Bildungsstiftung, Hanau
- Ehrenmitglied in Der Wirtschaftsclub der 100 des Handelsblatts (seit 2016)
- Mitglied des fünfzehnköpfigen Verwaltungsrats (Board of Directors) des italienischen Autokonzerns Fiat
- Mitglied des Unternehmensbeirat der Signa Holding

## Auszeichnungen
- 1991: Bayerischer Verdienstorden
- 1994: Staatsmedaille für besondere Verdienste um die bayerische Wirtschaft
- 1995: Ehrenprofessur der Tongji-Universität Shanghai/China
- 2000: Carl S. Sloane Excellence in Management Consulting Award der American Management Consultant Federation (AMCF), New York
- 2000: Aufnahme in die Hall of Fame des manager magazins
- 2001: Bundesverdienstkreuz I. Klasse des Verdienstordens der Bundesrepublik Deutschland
- 2001: Ehrendoktorwürde der Lusíada-Universität in Lissabon
- 2003: Ehrendoktorwürde der Technischen Universität München
- 2003: Meisterpreis der Stiftung des KölnHandwerks zur Förderung des demokratischen Staatswesens e. V.
- 2006: Komturkreuz des Ordens des finnischen Löwen
- 2006: Großoffizierskreuz des Verdienstordens der Italienischen Republik
- 2006: Großes Silbernes Ehrenzeichen für Verdienste um die Republik Österreich[41]
- 2008: Preis für Verständigung und Toleranz des Jüdischen Museums Berlin
- 2010: Georg-Maurer-Medaille des Klinikums rechts der Isar, München
- 2012: Medaille für besondere Verdienste um Bayern in einem Vereinten Europa
- 2013: Lünendonk-Business-to-Business-Service-Award in der Kategorie “Lebenswerk” in Frankfurt am Main
- 2016: Ehrenmitglied im Handelsblatt – Der Wirtschaftsclub der 100

## Privates
Roland Berger ist in zweiter Ehe mit der Journalistin Karin Berger, geb. Gottschalk, verheiratet. Er hat zwei Söhne, Markus und Oliver; beide sind unternehmerisch tätig. Berger lebt mit seiner Frau in München-Bogenhausen; beide engagieren sich im kulturellen Leben der Hauptstadt des Freistaates. Seine Frau widmet sich den Kuratorien der Fördervereine etwa der Münchner Opernfestspiele, der Alten und Neuen Pinakothek sowie den Kultureinrichtungen in Berlin, Wien und Luzern.
Das Privatvermögen Roland Bergers wird auf „einen deutlich dreistelligen Millionenbetrag“ geschätzt.

## Schriften
- mit Ulrich Steger (Hrsg.): Auf dem Weg zur Europäischen Unternehmensführung. Ein Lesebuch für Manager und Europäer. Beck, München 1998, ISBN 3-406-41930-5.
- mit Peter Gillies: Schubkräfte. Das neue deutsche Wirtschaftswunder und seine Macher. Edition Ferenczy bei Bruckmann, München 1992.
- mit Armin Töpfer: Unternehmenserfolg im Europäischen Binnenmarkt. Verlag Moderne Industrie, Landsberg am Lech 1990, ISBN 3-478-31640-5.